# 塔夫利宫

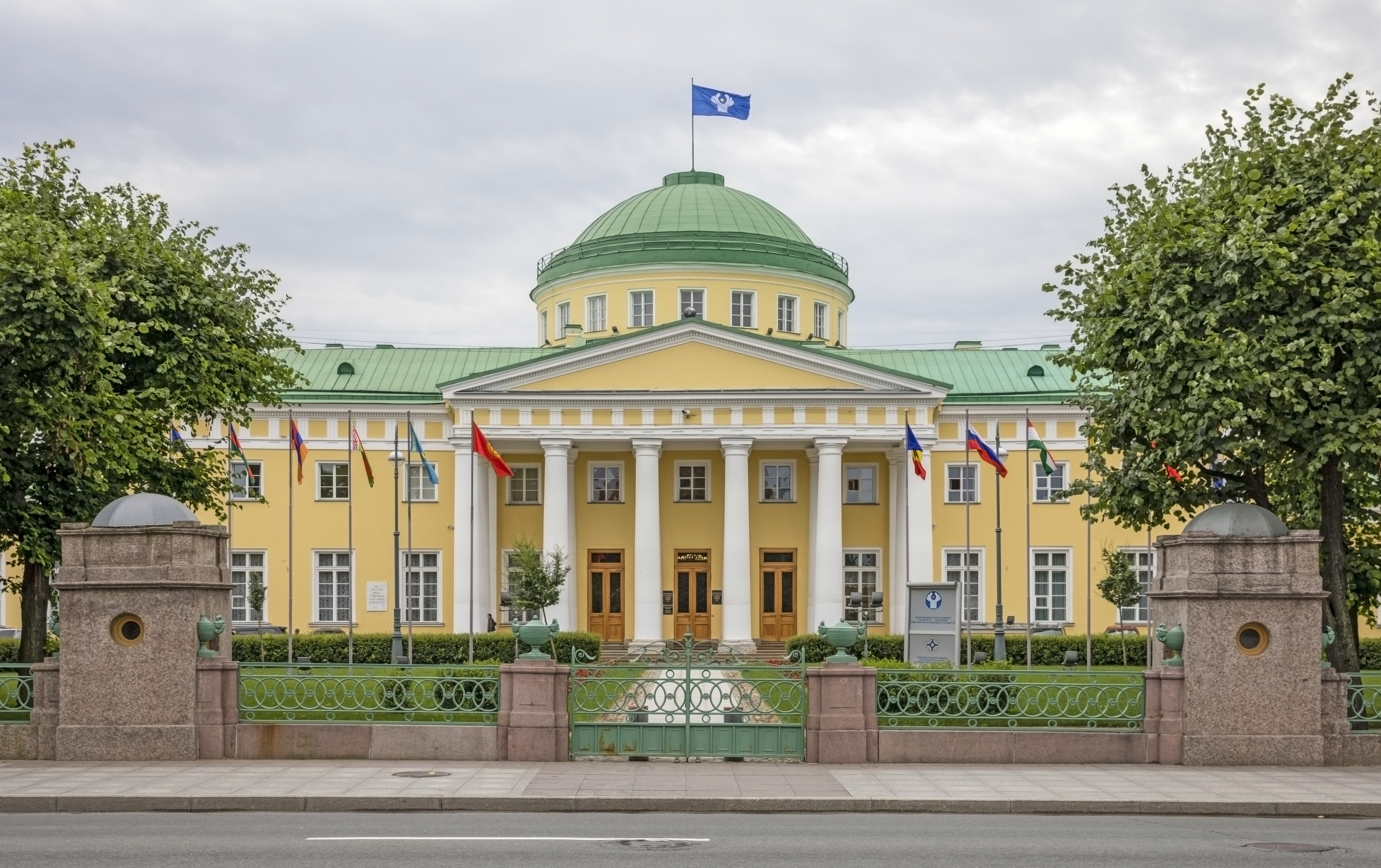
塔夫利宫

塔夫利宫（羅馬化：Tavricheskiy dvorets）是俄罗斯圣彼得堡规模最大，历史最悠久的宫殿之一。
克里米亞總督格里高利·波将金亲王委托他最喜欢的建筑师伊万·斯塔洛夫设计这座带有大花园的帕拉第奧式建築，还有运河与涅瓦河相通。工程始于1783年，历时6年。塔夫利宫被认为18世纪最宏伟的俄罗斯贵族府邸，散布俄罗斯帝国的无数庄园的典范。1791年波将金死后，叶卡捷琳娜二世购买他的宫殿。 

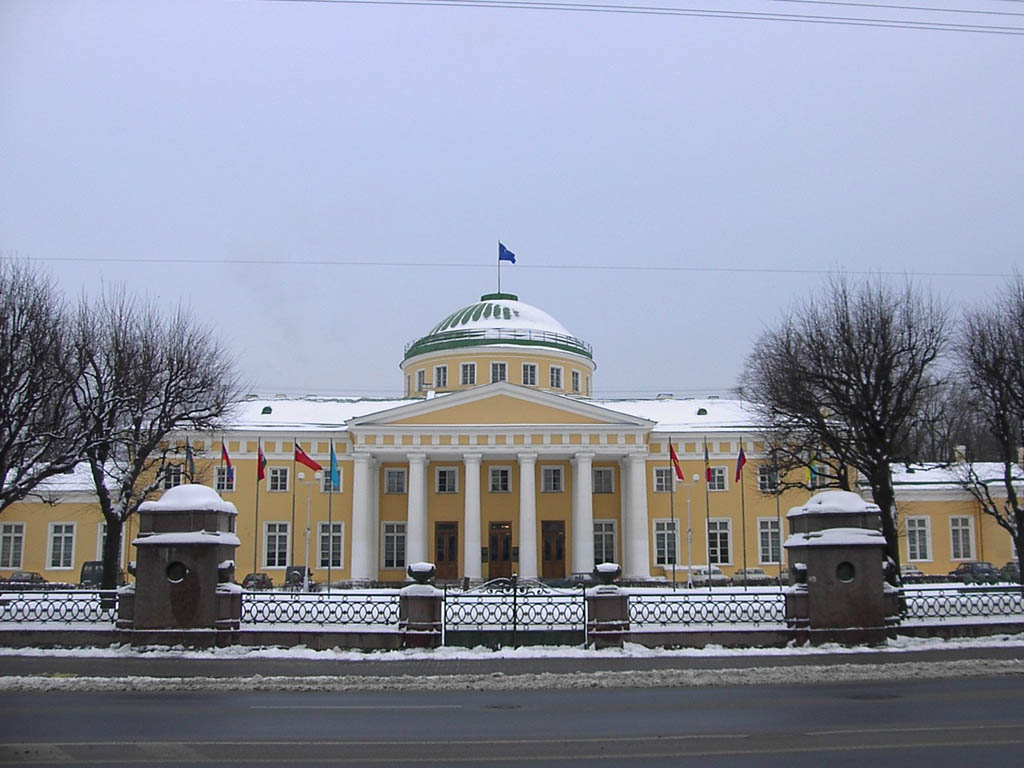
冬天的塔夫利宫

1906年，第一屆帝国杜马在此舉行。1918年1月俄国立宪会议在此地召开。同年，俄国共产党（布尔什维克）第七次代表大会在此召开。
1991年苏联解体后，塔夫利宫成為独立国家国协的开会地。

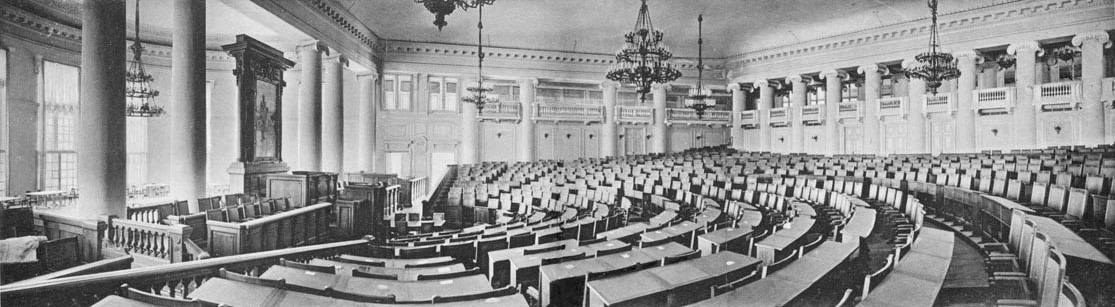
第一屆帝国杜马在此舉行(照片).